# Local Angel
Local Angel est le quatrième album solo du desert rocker Brant Bjork. C'est, sans aucun doute l'opus le plus intime et décontracté de tous ses enregistrements studio, mélangeant guitares acoustiques et mélodies simples.

## Liste des pistes
1. "Beautiful Powers" - 3:25
2. "Hippie" - 5:35
3. "Chico" - 3:51
4. "The Feelin'" - 4:38
5. "Bliss Ave." - 4:35
6. "Fly To Haiti" - 3:15
7. "You're Alright" - 3:36
8. "Spanish Tiles" - 2:13
9. "She's Only Tryin'" - 4:30
10. "The Good Fight" - 4:14
11. "Hey Joe" - 5:49 (Billy Roberts)
12. "I Want You Around" - 1:56 (The Ramones)

## Crédits
Produit par Brant Bjork & Tony Mason
Enregistré par Tony Mason
Enregistré et mixé au Rancho De La Luna, du 6 au 15 février 2004
All songs & music written, arranged, and performed by Brant Bjork
except "Hey Joe" written by Billy Roberts and "I Want You Around" by The 
Ramones
Illustration de pochette par Mister Cartoon